# Верзал
Верзал или мајускула је типографски назив за велико слово, на примјер А, Б, В, Г, Д итд.
Верзална слова разликују само грчко, јерменско, латинично и ћирилично писмо. Већина осталих писама (као што су грузијско, глагољичко, арапско, хебрејско и девангари) не разликују мала и велика слова (а неки логографски системи, као што је кинески, немају слова уопште). Штавише, ни европски језици нису правили разлику у величини слова прије 14. вијека; постојао је и верзал и курент, али један текст би користио само једно писмо, а други само друго.
Историјски, велика слова су настала прије малих. Мала слова су настала прилагођавањем великих за брже рукописно писање.

## Употреба
У писмима која разликују велика и мала слова, велика слова се користе за капитализацију, писање акронима, због наводне боље читљивости и за наглашавање текста.
Велика слова су се при употреби механичких писаћих машина користила за типографско наглашавање у тексту. Међутим, дужи низ великих слова је теже читљив. С напредовањем модерног рачунарског уређивања текста и развојем интернета наглашавање се изводи исписивањем само једне ријечи великим словима, или употребом курзива, или подебљаних слова, што је већ дужа пракса и у штампарству. У словослагању, када је неопходно употријебити низ великих слова често се користе умањена велика слова како би се избјегло пренаглашавање ријечи у тексту који је исписан углавном курентом.
У електронској комуникацији употреба искључиво великих слова сматра се електронском неписменошћу, а употреба неких ријечи исписаних свим великим словима у тексту који се састоји од малих слова тумачи се као викање.

## Капитализација
Капитализација је употреба великог слова само на почетку ријечи са наставком ријечи исписаним малим словима. Правила употребе великог слова се разликују од језика до језика и често су веома сложена, али нека су и заједничка за већину језика, као за почетак реченице и код властитих именица. У њемачком језику капитализује се свака именица.